# Cố Luân Hòa Hiếu Công chúa
Cố Luân Hoà Hiếu công chúa (chữ Hán: 固倫和孝公主; 2 tháng 2 năm 1775 - 13 tháng 10 năm 1823), Công chúa nhà Thanh, là Hoàng nữ thứ 10 và nhỏ nhất của Thanh Cao Tông Càn Long Đế trong lịch sử Trung Quốc.
Bà nổi tiếng là một trong những người con gái được Càn Long Đế yêu thương nhất, và cũng là con dâu của đại thần trứ danh Hòa Thân. Dù là con gái do một phi tần sinh ra, song bà vẫn được ban phong hiệu Cố Luân Công chúa, tước hiệu chỉ dành cho con gái của Hoàng hậu.

## Tuổi thơ
Hoà Hiếu công chúa sinh ngày 3 tháng 1 (âm lịch) năm Càn Long thứ 40 (1775), vào khi Càn Long Đế đã được 63 tuổi. Mẹ bà là Đôn phi Uông thị, một sủng phi của Càn Long Đế xuất thân Bao y Chính Bạch kỳ. Lúc này, gần như hầu hết các con gái của Càn Long Đế, bao gồm cả Cố Luân Hòa Tĩnh công chúa và Hòa Thạc Hòa Khác công chúa, hai con gái của Càn Long Đế với Lệnh Ý Hoàng quý phi Ngụy Giai thị hoặc đều đã qua đời, hoặc đã kết hôn và rời khỏi Tử Cấm Thành. Càn Long Đế vì vậy rất vui mừng khi có thêm một tiểu công chúa bên cạnh. Kể từ khi sinh ra, Hoà Hiếu công chúa đã được Càn Long Đế hết mực cưng chiều, cùng với các hoàng thất tông nữ, hoặc các anh em trong hoàng tộc vui chơi. Bà là con gái thứ 10 của Càn Long Đế, nên được gọi là [Thập công chúa; 十公主].
Do sự cưng chiều của cha mình, Hòa Hiếu công chúa thường quấn quýt bên Càn Long Đế, do vậy thường có mặt trong các cuộc họp công khanh đại thần. Hòa Hiếu công chúa thường được nhận xét là có vẻ ngoài rất giống cha mình, bà được nhận xét là tính cách quyết đoán, và thường giả nam trang tháp tùng Càn Long Đế trong những chuyến đi săn. Theo Khiếu đình tạp lục (嘯亭續錄), Càn Long Đế từng than thở đối với công chúa nói: "Nếu con mà là Hoàng tử, ắt ta sẽ lập làm Trữ quân rồi". 
Năm 10 tuổi, Hòa Hiếu được phong [Hoà Thạc công chúa; 和硕公主]. Khi tròn 12 tuổi, Hoàng đế nâng địa vị của Hoà Hiếu lên [Cố Luân công chúa; 固倫公主]. Vốn dĩ, Hoà Thạc công chúa là tước vị dành cho Hoàng thứ nữ do các phi tần sinh ra, phẩm vị ngang với Quận vương; còn Cố Luân Công chúa là tước vị dành cho Hoàng đích nữ do Hoàng hậu hạ sinh, phẩm vị ngang với Thân vương. Ngoài ra, Càn Long Đế còn cho phép Hòa Hiếu dùng kiệu sức vàng - loại kiệu chỉ sau khi xuất giá các Công chúa mới được dùng, cho thấy sự sủng ái của Càn Long Đế đối với con gái út của mình.
Một sủng thiếp của Càn Long Đế là Dung phi Hòa Trác thị xuất thân Tín đồ Hồi giáo. Bà rất yêu thích thảo nguyên, yêu thích các sự kiện đi săn của hoàng gia, do vậy đối với sự khác thường của Hòa Hiếu công chúa, Dung phi cảm thấy đồng cảm và xem như con gái ruột. Khi Dung phi lâm trọng bệnh khó mà qua khỏi, đối với hôn lễ sắp diễn ra của Hòa Hiếu công chúa cảm thấy cực kì tiếc nuối, liền trước khi qua đời đem hết châu báu do bản thân tự cất giữ đem chia ra các chị em, người hầu cận thân thiết, đáng chú ý nhất là số nữ trang dành cho Hòa Hiếu công chúa là nhiều nhất, lên đến hơn 200 kiện.

## Hôn nhân
Năm Càn Long thứ 54 (1789), tháng 11, Hòa Hiếu công chúa khi đó đã 14 tuổi, kết hôn với Phong Thân Ân Đức, cũng 15 tuổi. Chồng bà là con trai cả của Hòa Thân, một đại thần rất được Càn Long Đế sủng ái. Khi Hòa Hiếu công chúa xuất giá, đính hôn tại Vĩnh Thọ cung, Chính Đại Quang Minh điện, theo lễ dành cho Cố Luân công chúa, dùng rượu 40 cân, khi thành hôn dùng rượu 30 cân. Theo quy chế thì đáng lẽ phải thêm 10 cân từ Hoàng thái hậu, nhưng lúc này Sùng Khánh Hoàng thái hậu đã tạ thế. Sau 3 ngày đại hôn, Càn Long Đế triệu vợ chồng công chúa vào và ban cho Hoà Hiếu công chúa là 12.000 lạng bạc; đồng thời thông qua mức hạn định 1.000 lượng bạc hàng năm của công chúa xuất giá xa. Đây lấy lệ của Cố Luân Hòa Kính Công chúa mà đãi. Chính bản thân Càn Long Đế khi ra quyết định này có nói rõ:
- [丁亥。谕、凡下嫁外藩固伦公主。例支俸银一千两。如系在京居住者。即照下嫁八旗之例支给。从前和敬固伦公主。虽系在京居住。而俸银缎匹。仍照外藩之例支领。年久未便裁减。是以降旨、仍许照旧关支。今和孝固伦公主。系朕幼女。且在朕前承欢侍养。孝谨有加。将来下嫁后。所有应支俸禄。亦著一体赏给一千两。以昭平允而示嘉奖。]
- Ngày Đinh Hợi. Dụ. Phàm cứ Cố Luân công chúa hạ giá gả ngoại phiên, đều chi bổng 1.000 lượng bạc; còn khi gả trong kinh sư thì đều chiếu lấy lệ hạ giá trong Bát Kỳ mà án bổng lộc cấp cho. Khi trước Hòa Kính Cố Luân công chúa, theo là hệ ở kinh cư trú, mà bổng bạc lụa thất vẫn chiếu ngoại phiên chi lệ. Qua nhiều năm vẫn không tiện cắt giảm, nay ra chỉ dụ này là xét theo lệ cũ. Hòa Hiếu Cố Luân công chúa, là con gái nhỏ nhất của Trẫm, ở bên cạnh Trẫm được yêu thích vừa ý, hiếu cẩn hữu gia. Tương lai sau khi hạ giá, các bổng lộc nên chi trả thì đều hưởng lệ cấp 1.000 lượng bạc, đấy là lấy chiêu bình ngợi khen.

Theo Khiếu đình tạp lục, đối với việc Hòa Thân lộng hành, công chúa cũng có biết và thường đối với trượng phu nói rằng: "Cha của chàng chịu Hoàng phụ ân trọng, nhưng không biết nghĩ đền đáp, mà chỉ ngày ngày nhận hối lộ, ta thật ưu lo thay cho chàng. Ngày nào đó thân không giữ được, ta ắt cũng bị chàng liên lụy". Có thể thấy được công chúa nhìn xa trông rộng. Còn có một năm nào đó vào mùa đông buổi sáng, Phong Thân Ân Đức ham vui, cùng gia nhân ra ngoài nghịch tuyết, công chúa thấy rất tức giận, bèn nói: "Chàng đã qua tuổi đội mũ, há còn làm những trò trẻ con?", Phong Thân Ân Đức sợ hãi quỳ xuống xin chịu tội, cũng là công chúa ôn tồn dìu dậy mà nói: "Chàng thay vì làm những trò này, hãy cùng ta đọc thi thư". Như vậy có thể thấy, tuy Hòa Hiếu công chúa thâm chịu sự sủng ái của Càn Long Đế, nhưng vẫn rất hiểu lý lẽ lễ nghĩa, đối với chuyện trong ngoài đều có nhận thức rất rõ. Anh trai của Hòa Hiếu công chúa là Gia Thân vương Vĩnh Diễm được ghi lại là khá yêu quý đứa em gái này, khi nghe công chúa trở thành con dâu của Hòa Thân thì rất lo lắng. Sau khi kết hôn, Hoà Hiếu công chúa và Phong Thân Ân Đức có một con trai, sinh vào khoảng từ năm Càn Long thứ 58 (1794) đến năm thứ 60 (1796), nhưng hai năm sau, vào năm Gia Khánh thứ 2 (1798) thì qua đời. Từ đó công chúa không thể sinh dục được nữa. Do lo sợ nhà chồng tuyệt tự, công chúa khuyên Phong Thân Ân Đức nạp thiếp, nhưng rồi cũng chỉ có thêm 2 con gái.
Năm Gia Khánh thứ 4 (1799), Hòa Thân bị bắt vì tội tham ô và lũng đoạn quan trường. Sau khi bị kết tội, Hòa Thân bị xử tùng xẻo, nhưng Gia Khánh Đế sau đó cho phép Hòa Thân được tự vẫn tại nhà để giữ thể diện cho em gái là Hoà Hiếu công chúa. Gia Khánh Đế cũng vì thế tha tội cho Phong Thân Ân Đức, chỉ bị tước hết danh hiệu. Khối tài sản khổng lồ của Hòa Thân, được tích cóp suốt một đời làm quan tham nhũng, bị tịch thu. Gia Khánh Đế tha cho gia đình Hoà Hiếu công chúa và thậm chí còn ban cho bà một phần số gia sản bị tịch thu này.

## Cuộc sống sau này
Vào năm Gia Khánh thứ 11 (1806), Gia Khánh Đế cử Phong Thân Ân Đức đến phục vụ trong quân đội tại Uliastai, Mông Cổ. Chẳng được bao lâu thì Phong Thân Ân Đức ngã bệnh. Hoà Hiếu công chúa thỉnh cầu Gia Khánh Đế cho họ được trở về Bắc Kinh, và Hoàng đế đã chấp thuận. Tháng 2 năm Gia Khánh thứ 15 (1810), Phong Thân Ân Đức trở về Bắc Kinh và nhận tước Tấn công (晋公). Ba tháng sau, vào tháng 5, ông qua đời, để lại Hoà Hiếu công chúa chịu cảnh ở goá, Gia Khánh Đế ban 5000 lạng bạc để cho Hòa Hiếu công chúa lo chi phí an táng.
Sau cái chết của Phong Thân Ân Đức, Hoà Hiếu công chúa nuôi dạy hai con gái 11 tuổi và 5 tuổi của ông. Cuộc sống của công chúa ổn định về tài chính, do Gia Khánh Đế ra lệnh cho Nội vụ phủ phải chu cấp chu đáo cho bà, tầm 6000 lạng bạc. Để cho công chúa có nơi nương tựa, ngoài số lương bổng lớn, Gia Khánh Đế còn để Phúc Ân (福恩) làm con thừa tự, thế tập tước Khinh xa Đô úy (輕車都尉) của Hòa Thân. Thời Đạo Quang Đế, công chúa tiếp tục được cháu trai chiếu cố.
Năm Đạo Quang thứ 3 (1823), ngày 10 tháng 9 (âm lịch), Cố Luân Hòa Hiếu công chúa qua đời, Đạo Quang Đế đích thân đến viếng tang. Tại khu Hải Điến, Bắc Kinh, có một tòa nhà thôn trang tầm 300 người ở, theo truyền thuyết là nơi chôn cất của Cố Luân Hòa Hiếu công chúa.

## Trong văn hóa đại chúng
| Năm  | Phim điện ảnh và truyền hình    | Diễn viên        |
| 1988 | Thanh Cung Thập Tam Hoàng Triều | Ngô Tử Nghiên    |
| 1988 | Đại Tham Quan Hòa Thân          | Đỗ Quân          |
| 2001 | Hoàng Cung Bảo Bối              | Lý Tiểu Nhiễm    |
| 2003 | Vương Triều Càn Long            | Tá Tiểu Thanh    |
| 2004 | Thiếu Niên Đại Khâm Sai         | Đồng Đồng        |
| 2005 | Hoàng Đế Gia Khánh              | Khải Địch Lâm Na |
| 2009 | Gia Khánh Quân Du Đài Loan      | Phương Sổ Chân   |
| 2010 | Đại Nội Cao Thủ                 | Đồng Đồng        |
| 2017 | Thiên Mệnh                      | Hà Nhạn Thi      |